# USS Illinois (BB-7)
O USS Illinois foi um couraçado pré-dreadnought operado pela Marinha dos Estados Unidos e a primeira embarcação da Classe Illinois, seguido pelo USS Alabama e USS Wisconsin. Sua construção começou em fevereiro de 1897 nos estaleiros da Newport News Shipbuilding e foi lançado ao mar em outubro do ano seguinte, sendo comissionado na frota norte-americana em setembro de 1901. Era armado com uma bateria principal composta por quatro canhões de 330 milímetros montados em duas torres de artilharia duplas, tinha um deslocamento carregado de mais de doze mil toneladas e conseguia alcançar uma velocidade máxima de dezesseis nós (trinta quilômetros por hora).
O Illinois passou a maior parte de sua carreira atuando na Frota do Atlântico Norte, também tendo durante um breve período entre 1902 e 1903 servido na Europa. Ele deu uma volta ao mundo de 1907 a 1909 como parte da Grande Frota Branca. Foi modernizado depois disso e a partir de 1912 usado como navio-escola, função que exerceu até ser descomissionado em 1920 pelos termos do Tratado Naval de Washington. Foi emprestado ao estado de Nova Iorque e convertido em um alojamento e arsenal flutuantes para a Milícia Naval de Nova Iorque, papel que desempenhou pelas três décadas seguintes. Foi renomeado para Prairie State em 1941 e acabou desmontado em 1956.

## Descrição
O trabalho de design na classe Illinois começou em 1896, época em que a Marinha dos Estados Unidos tinha poucos encouraçados modernos em serviço. O debate inicial sobre a possibilidade de construir um novo projeto de borda livre baixa como a classe Indiana já em serviço ou navios de borda livre mais alta como Iowa (então em construção) levaram à decisão de adotar o último tipo. Em termos ofensivos, o armamento secundário misto de 152 e 203 milímetros de classes anteriores foi padronizado para canhões de apenas 152 milímetros para economizar peso e simplificar o abastecimento de munição. Outra grande mudança foi a introdução de torres modernas e equilibradas com faces inclinadas, em vez das antigas torres de estilo "Monitor" dos navios de guerra americanos anteriores.
O Illinois tinha 114 metros de comprimento total e tinha uma boca de 22 metros e um calado de sete metros. Ele deslocava 11.751 toneladas conforme projetado e até 12.450 em plena carga. O navio era movido por motores a vapor de expansão tripla de dois eixos avaliados em 16 mil cavalos de potência, acionando duas hélices helicoidais. O vapor era fornecido por oito caldeiras flamotubulares a carvão, que eram canalizadas para um par de funis colocados lado a lado. O sistema de propulsão gerava uma velocidade máxima de dezesseis nós (trinta quilômetros por hora). Como construído, ele foi equipado com mastros militares pesados, mas estes foram substituídos por mastros treliçados em 1909. Ele tinha uma tripulação de 536 oficiais e praças, que aumentaram para 690 – 713 após atualizações futuras.
Ele estava armada com uma bateria principal de quatro canhões calibre 330 milímetros, com 35 calibres de comprimento, em duas torres de canhões duplos na linha central, uma à frente e outra à ré. A bateria secundária consistia em quatorze canhões Mark IV de 152 milímetros, com 40 calibres de comprimento, que foram colocados em casamatas individuais no casco. Para defesa de curto alcance contra torpedeiros, ele carregava dezesseis canhões de 6 libras, também montados individualmente em casamatas ao longo da lateral do casco, e seis canhões de 1 libra. Como era padrão para os navios capitais da época, Illinois carregava quatro tubos de torpedos de 457 milímetros montados no convés.
O cinturão blindado de Illinois tinha 419 milímetros de espessura sobre os paióis e as salas de máquinas em outras partes. As torres de canhão da bateria principal tinham 356 milímetros de blindagem em seus lados, e as barbetas de sustentação tinham 381 milímetros de blindagem em seus lados expostos. A blindagem da bateria secundária consistia em 152 milímetros nas paredes das casamatas. A torre de comando tinha 254 milímetros de blindagem em seus lados.

## Histórico de serviço

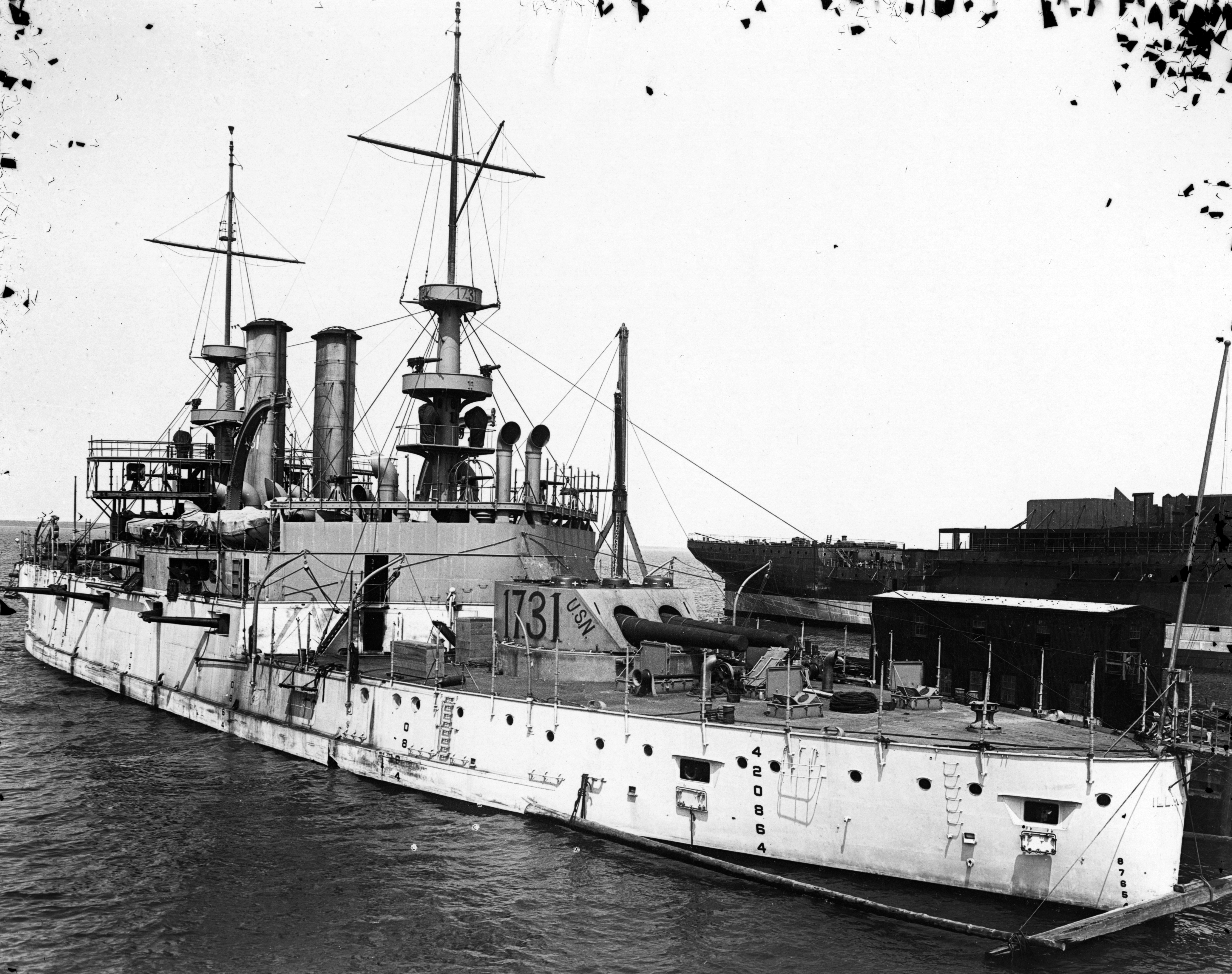
Illinois em 1901 após testes no oceano

### Construção – 1906
O Illinois teve sua quilha batida em 10 de fevereiro de 1897 pela Newport News Shipbuilding & Dry Dock Company em Newport News, Virgínia. Ele foi lançado em 4 de outubro de 1898 e comissionado em 16 de setembro de 1901. O primeiro comandante do navio foi o capitão George A. Converse. O Illinois foi o primeiro membro de sua classe a ser autorizado, mas o último a entrar em serviço. Após o comissionamento, o navio iniciou um cruzeiro de preparação na Baía de Chesapeake, seguido de treinamento inicial. Ele deixou a área em 20 de novembro para testar uma nova doca seca flutuante em Argel, Louisiana. O navio estava de volta a Newport News em janeiro de 1902. Ele serviu brevemente como a nau capitânia do contra-almirante Robley D. Evans de 15 a 28 de fevereiro; neste período, ele participou de uma recepção ao príncipe Henrique da Prússia, irmão do Kaiser alemão.
Em 30 de abril, agora com a bandeira do contra-almirante A. S. Crowninshield, o Illinois partiu para uma turnê pela Europa. Ele parou em Nápoles, Itália em 18 de maio; aqui, Crowninshield assumiu o comando do Esquadrão Europeu. O Illinois participou de exercícios de treinamento e deveres cerimoniais em águas europeias pelos próximos dois meses, até 14 de julho, quando encalhou nos arredores de Oslo, na Noruega. Ele teve que viajar para a Grã-Bretanha para reparos, que foram realizados em Chatham. Ele deixou o porto em 1 de setembro para manobras com o restante da frota no Mediterrâneo e no Atlântico Sul.
Em 10 de janeiro de 1903, o Illinois foi transferido para a Frota do Atlântico Norte, onde permaneceu pelos próximos quatro anos. Seu tempo era ocupado com exercícios de treinamento em tempos de paz, prática de artilharia e várias atividades cerimoniais. Nesse período, ele se envolveu em dois acidentes com outros encouraçados da Frota do Atlântico Norte. A primeira ocorreu em 30 de março de 1903, quando ele colidiu com o Missouri. A segunda colisão ocorreu em 31 de julho de 1906 e ocorreu com seu navio irmão Alabama. Também naquele ano, o Illinois foi o primeiro navio a vencer a Copa Battenberg.

### Great White Fleet
A próxima ação significativa do navio foi o cruzeiro da Grande Frota Branca ao redor do mundo, que começou com uma revisão naval do presidente Theodore Roosevelt em Hampton Roads. O cruzeiro da Grande Frota Branca foi concebido como uma forma de demonstrar o poder militar americano, particularmente para o Japão. As tensões começaram a aumentar entre os Estados Unidos e o Japão após a vitória deste último na Guerra Russo-Japonesa em 1905, particularmente sobre a oposição racista à imigração japonesa para os Estados Unidos. A imprensa de ambos os países começou a convocar a guerra, e Roosevelt esperava usar a demonstração de poderio naval para deter a agressão japonesa.

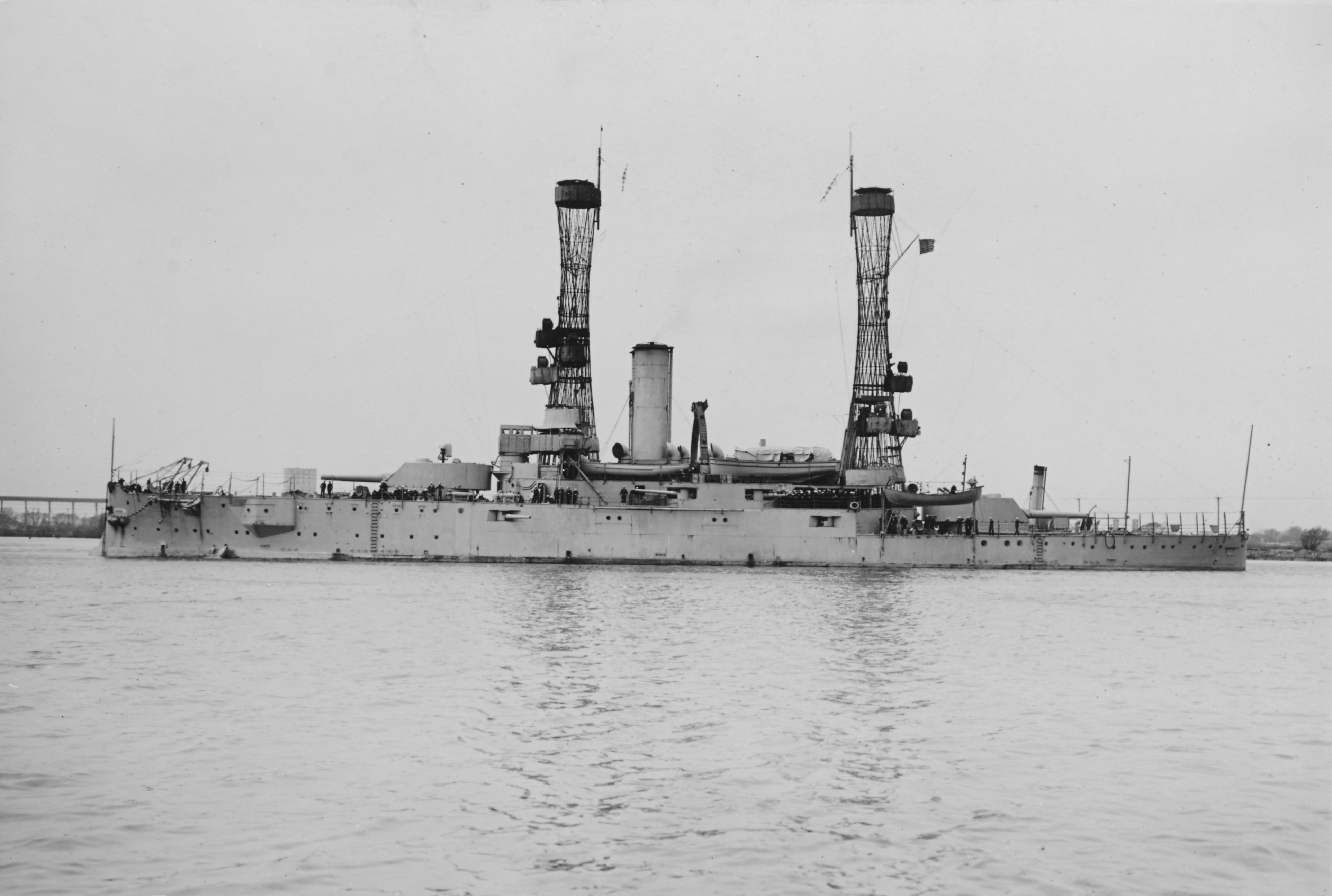
Illinois em 1919 no Philadelphia Navy Yard

Em 17 de dezembro, a frota partiu de Hampton Roads e navegou para o sul até o Caribe e depois para a América do Sul, fazendo escalas em Port of Spain, Rio de Janeiro, Punta Arenas e Valparaíso, entre outras cidades. Depois de chegar ao México em março de 1908, a frota passou três semanas praticando artilharia. A frota então retomou sua viagem pela costa do Pacífico das Américas, parando em São Francisco e Seattle antes de cruzar o Pacífico para a Austrália, parando no Havai no caminho. As paradas no Pacífico Sul incluíram Melbourne, Sydney e Auckland.
Depois de deixar a Austrália, a frota virou para o norte para as Filipinas, parando em Manila, antes de seguir para o Japão, onde uma cerimônia de boas-vindas foi realizada em Yokohama. Seguiram-se três semanas de exercícios na Baía de Subic, nas Filipinas, em novembro. Os navios passaram por Cingapura em 6 de dezembro e entraram no Oceano Índico; eles carvoaram em Colombo antes de prosseguir para o Canal de Suez e carvoar novamente em Port Said, Egito. Enquanto estava lá, a frota americana recebeu a notícia de um terremoto na Sicília. O Illinois, o encouraçado Connecticut e o navio de abastecimento Culgoa foram enviados para ajudar no esforço de socorro. A frota fez escala em vários portos do Mediterrâneo antes de parar em Gibraltar, onde uma frota internacional de navios de guerra britânicos, russos, franceses e holandeses saudou os americanos. Os navios então cruzaram o Atlântico para retornar a Hampton Roads em 22 de fevereiro de 1909, tendo percorrido 86 542 quilômetros. Lá, eles realizaram uma revisão naval para Theodore Roosevelt.

### Carreira posterior

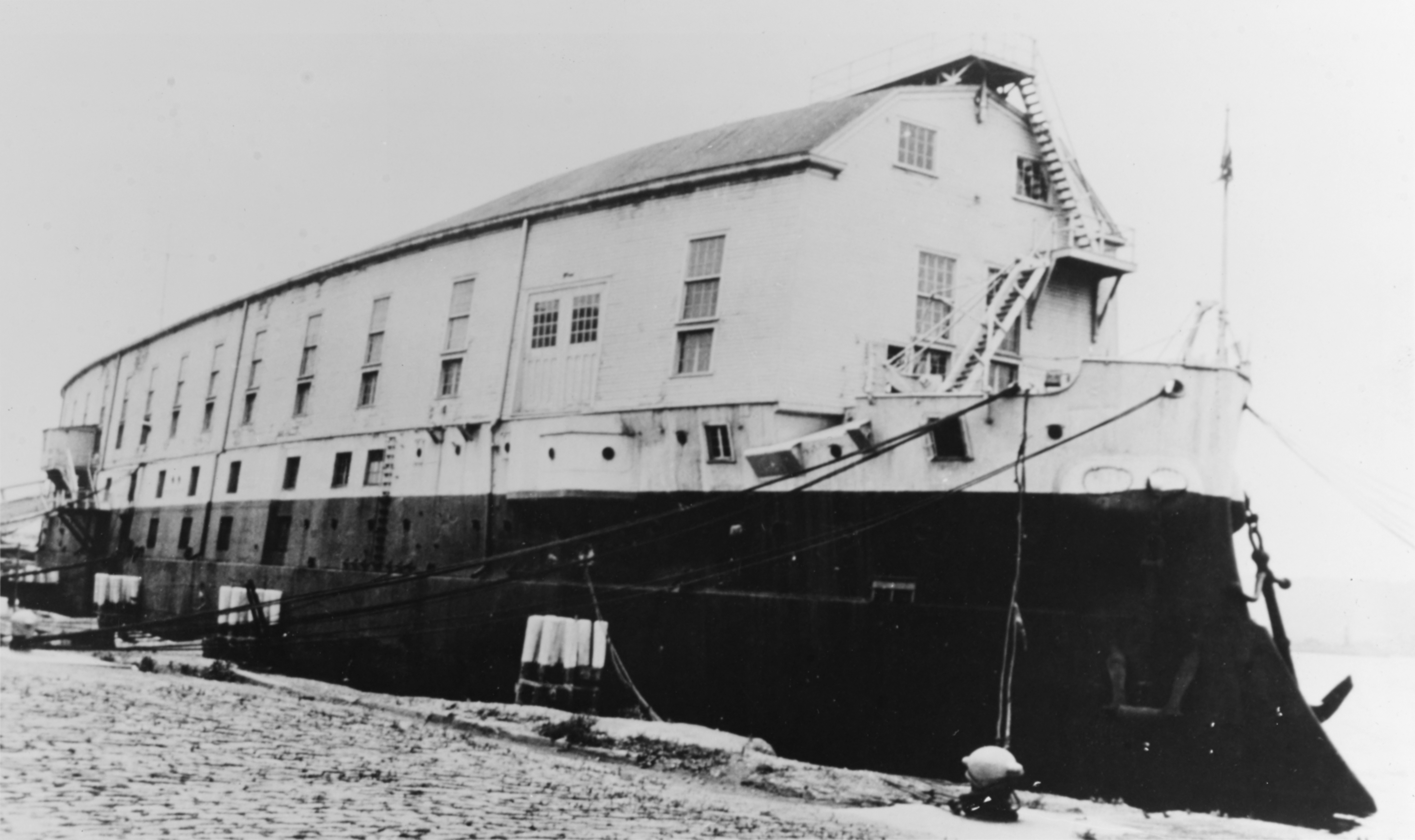
A Escola de aspirante navais foi conduzida a bordo do convertido USS Illinois/Prairie State

Em 4 de agosto de 1909, o Illinois foi desativado em Boston. O navio passou então por uma grande modernização, recebendo novos mastros treliçados e equipamentos mais modernos. Ele passou os três anos seguintes em serviço ativo com a frota, antes de ser desativado mais uma vez em 16 de abril de 1912. Ele voltou ao serviço em 2 de novembro para grandes manobras de treinamento com a Frota do Atlântico. O Illinois fez cruzeiros de treinamento para a Europa com aspirantes da Academia Naval dos Estados Unidos em meados de 1913 e 1914. Em 1919, ele foi desativado no Philadelphia Navy Yard. Em 23 de outubro de 1921, ele foi emprestado à Milícia Naval de Nova York para fins de treinamento. O Tratado Naval de Washington de 1922, que determinava reduções significativas na força naval, estipulava que Illinois deveria ser considerado incapaz de ação bélica. Como resultado, ele foi convertido em um arsenal flutuante no Estaleiro da Marinha de Nova York em 1924 e foi designado para a Reserva Naval de Nova York.
Em 8 de janeiro de 1941, o navio foi reclassificado de BB-7 para IX-15 e foi renomeado como Prairie State para que seu nome pudesse ser usado para o novo encouraçado Illinois, que seria lançado uma semana depois. Durante a Segunda Guerra Mundial, ele serviu na Escola de Aspirantes da Reserva Naval dos Estados Unidos, com sede em Nova York. Após o fim da guerra, o Prairie State foi mantido como um navio-quartel para uma unidade da Reserva Naval. Em 31 de dezembro de 1955, o velho navio foi alvejado como alvo e posteriormente rebocado para Baltimore, onde foi vendido como sucata para a Bethlehem Steel Company em 18 de maio de 1956.